# Tevfik Kış
Tevfik Kış (ur. 10 sierpnia 1934 w Çorum, zm. 4 września 2019 w Ankarze) – turecki zapaśnik. Złoty medalista olimpijski z Rzymu.
Walczył w stylu klasycznym. Zawody w 1960 były jego pierwszymi igrzyskami olimpijskimi, triumfował w wadze półciężkiej. Brał udział w igrzyskach osiem lat później. W 1962 i 1963 był mistrzem świata, w 1966 wicemistrzem. W 1966 sięgnął po złoto mistrzostw Europy, a w 1959 roku, igrzysk śródziemnomorskich.